# Yanns
Yannick Schweitzer, dit Yanns, né le 21 août 1998 à Metz, est un auteur-compositeur-interprète français de musique urbaine.

## Biographie

### Famille et enfance
Yannick Schweitzer né à Metz le 21 août 1998, d'un père français d'origine portugaise, et d'une mère d'origine gitane espagnole. La musique tient une grande place dans sa famille. D'ailleurs, son frère, Gosch, se lance également dans la musique. 
À l'âge de 12 ans, il déménage à Nancy où il intègre le centre de formation du club de football de l'ASNL. Mais une blessure aux ligaments croisés met un terme à ses ambitions footballistiques. Il se consacre alors à son autre passion, la musique.

### Débuts dans la musique
Il entreprend une formation de coiffure sans abandonner la musique. Influencé par Jul, son idole, il commence à publier ses propres musiques sur YouTube. Mais c'est en postant à l'été 2020 des extraits de ses chansons sur l'application TikTok qu'il connait un succès immédiat. Il dépasse rapidement les 850 000 abonnés après avoir posté son titre Bébé.

### Carrière
Le 24 novembre 2020, il produit son single Mon chouchou qui cumule 18 millions de vues sur YouTube. Il rejoint son album Bambino sorti le 26 février 2021 et enregistré au studio Flash Productions de Villers-lès-Nancy.
Le 3 septembre 2021, il sort son deuxième album Cœur brisé, dont les singles Ma douce, Elvira et En détresse figurent dans le top 10 des titres les plus demandés sur YouTube.
Le 10 décembre 2021, Yanns revient avec le single Clic clic pan pan qui connait un franc succès sur les plateformes de streaming. Avec 100 millions de vues sur YouTube, il est certifié single de diamant ce qui lui vaut d'être nommé dans la catégorie Révélation francophone de l'année, aux NRJ Music Awards et de recevoir le W9 d'or de la révélation streaming 2022.
Il sort par la suite le 4 février 2022, son troisième album Pays des merveilles, l'album est certifié disque d'or en 8 mois avec plus de 50 000 ventes. Une réédition de l'album est sortie le 27 mai 2022.
Le 9 décembre 2022, il sort son quatrième album Partir loin, dont les singles Bip Bip et Ma belle. Au début de l'année 2023, il dévoile un titre bonus de son album nommé Mains en l'air.
Son cinquième album studio 1998 est sorti le 16 juin 2023. Avec cela, il a atteint la cinquième place du Top Albums, son meilleur classement jusqu'à présent.
En 2024, et grâce au film Un p'tit truc en plus d'Artus, sa chanson Clic clic pan pan connaît une seconde vie et un nouveau succès,. À l'été, il fait partie des artistes se produisant au sein de la tournée Paradis des Stars organisée par le label Camping Paradis au sein de ses campings. En fin d'année, Clic clic pan pan comptabilise près de 100 millions de streams sur Spotify.
Son mariage en août 2024 est diffusé dans l'émission Incroyables mariages gitans sur TFX en janvier 2025. La même année il commence une tournée qui se terminera en avril 2026 à l’Olympia de Paris.

### Vie privée
Il s’est marié le 24 août 2024 à Jade Lerousseau.
Il est père d'une fille nommée Jordanna née en 2015 et d'un garçon nommé Leão né le 7 février 2025. 
Il réside à Pompey en Meurthe et Moselle après avoir résidé à Marbache.

## Discographie

### Singles
- 2019 : 
  - Savastano
  - La rue
  - Teresa Mendoza
  - Costa del Sol
- 2020 : 
  - Mamacita
  - La zone
  - Manipuler
  - Ma bonita
  - Anita
  - Bébé
  - Dans ma folie
  - Mi amore
  - Mon chouchou  Or[27]
  - La miss
- 2021 : 
  - Ma crush
  - Maria Maria
  - Johnny Hallyday
  - Tess (feat. Select SLK, World)
  - Elvira
  - En détresse
  - Ma gadji
  - Pas disponible
  - Ma douce (feat. T Garcia & DJ Assad)
  - Cœur brisé
  - Amoureuse (feat. Noodels)
  - Senhorita
  - Clic clic pan pan  Diamant[28]
  - Ma life
- 2022 : 
  - Allô
  - Soleil et nanas
  - Bebecita
  - Bip Bip
  - Ma belle
  - Mains en l'air
- 2023 : 
  - Prisonnier
  - Tik Tok
  - Obrigado (avec Jimmy Sax)
  - Doudou
  - Mékissé
  - Bye bye (Macarena) (feat. Mayel Jimenez)
  - Dernière Chance
- 2024 : 
  - Je t'aime
  - Nous deux (feat. Gosch)
  - Clic clic pan pan (Version acoustique)
  - Bleu blanc rouge (Merci les bleus)
  - Je me marie
  - Pin Pon
  - Stop
  - Celle qu'il te faut
  - Mon p'tit gars
- 2025 : 
  - T'es chelou
  - Tour du monde
  - Labubu

### Collaborations et apparitions
- 2022 : 
  - Nakry & Yanns - Ce soir sur l'album (Côte d'Azur)
  - Dana & Yanns - J'ai mal
- 2023 : 
  - Gosch & Yanns - Habibti sur l'album (Amour sincère)
- 2024 :
  - DJ Hamida & Yanns - Next sur l'album (A la bien mix party - 10 ans après)
  - Gosch & Yanns - Sans toi sur l'album (Dans mes rêves)

## Vidéos

### Clips vidéos
| Année | Titre           | Album       |
| ----- | --------------- | ----------- |
| 2020  | Bébé            | Bambino     |
| 2020  | Dans ma folie   | Bambino     |
| 2020  | Mon chouchou    | Bambino     |
| 2020  | La miss         | Bambino     |
| 2020  | Ma crush        | Bambino     |
| 2021  | Maria Maria     | Bambino     |
| 2021  | Johnny Hallyday | Bambino     |
| 2021  | Elvira          | Coeur brisé |
| 2021  | En détresse     | Coeur brisé |

## Distinctions
| Année | Cérémonie des récompenses | Description(s) du prix               | Œuvre nommée      | Résultats  |
| ----- | ------------------------- | ------------------------------------ | ----------------- | ---------- |
| 2022  | NRJ Music Awards          | Révélation francophone de l'année    | Clic clic pan pan | Nomination |
| 2022  | W9 d'or de la musique     | Révélation streaming                 | Clic clic pan pan | Lauréat    |
| 2022  | La Chanson de l'année     | Chanson française préférée du public | Clic clic pan pan | Nomination |